# Prameny ve Františkových Lázních
Více než dvacítka františkolázeňských pramenů charakteru chladné síranovo-uhličité kyselky využívané od středověku a jímaný oxid uhličitý stojí za vznikem a je i základem věhlasu zdejších léčebných lázní. Minerální vody jsou léčebně využívány k pitným kúrám a ke koupelím.

## Historie
Původní zdroje studených minerálních vod v plochém bažinatém údolí Slatinného potoka na Chebsku využívali lidé již přinejmenším v 15. století. Od nepaměti byla minerální voda od pramenů donášena ve hliněných džbánech do města Chebu k dalšímu využití, po r. 1600 jako léčivá rozesílána i dále, na což město získalo r. 1670 privilegium. Prvně je v kupní smlouvě z roku 1406 zmiňován vývěr „dolnické kyselky“ u dnešní Tršnice. Dle zmínky z roku 1502 (Engelharth) měl být tršnický pramen zlovolně znečištěn a chebští nosiči vody se přeorientovali na pramen výše proti toku potoka u vsi Slatina, „slatinskou kyselku“, později zvaný „chebský pramen“ (Egerquelle), a posléze Františkův pramen. První podrobnější popisy z počátku 17. století se týkají právě vývěrů minerální vody v oblasti dnešního Františkova pramene (zejména Macasius 1613), další pak Plynového pramene. První jednoduché léčebné budovy byly postaveny u pramene již roku 1694, ke koupelím se voda začala používat r. 1707 a zmínka o první stáčírně pochází dokonce z roku 1661.

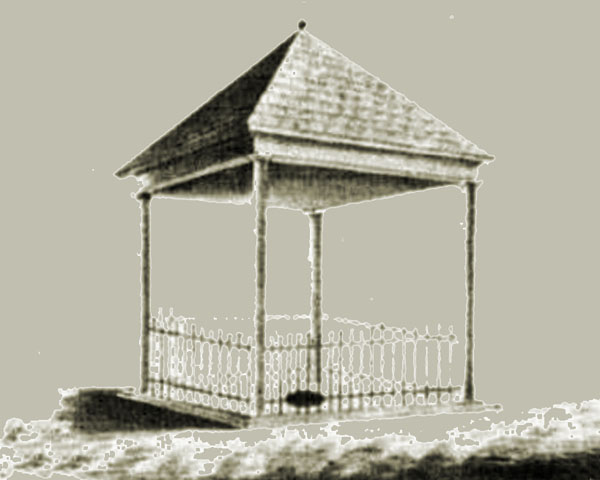
První pavilon Chebské kyselky (Františkova pramene) z r. 1791 (zničený). Pramen byl po vyčištění zakryt roštem a dvě odtoková potrubí odváděla vodu. Jako zásah do odvěkého práva a omezení výdělku to vzbudilo nevoli ze strany města, která vyvrcholila rebelií desítek chebských nosiček vody, které přitáhly k prameni, podřezaly pilíře nově postaveného pavilónu a celou stavbu zdemolovaly. [Prökl V., Kronika Fr. Lázní]

Až bouřlivý rozvoj moderního lázeňství a následně i přerod osady Franzensdorf ve Františkovy Lázně (Franzensbad) je spojován s působením chebského městského fyzika dr. Bernarda Adlera na přelomu 18. a 19. století. V průběhu 19. století byla také upravena nebo nově zachycena většina historických, mělce jímaných pramenů. Jímací zařízení byla postupně zdokonalována a rekonstruována, nejčastěji do podoby vyzdívaných jímacích zvonů. Nad nimi mj. vznikají pavilony Františkova pramene (1793, obnoven 1832) a Luisina pramene (1826), kolonáda Solného a Lučního pramene (1843–1844). Ještě roku 1912 byly postaveny Plynové lázně. Okolí je postupně parkově upravováno. Na rozhraní 19. a 20. století dosáhlo svého vrcholu i lahvování minerálních vod (František, Natálie) a jejich vývoz, především do německých zemí.
Po roce 1918 byly průzkumnými vrty hledány další zdroje vody, z nich sedm bylo ve 20. letech uvedeno do trvalého provozu, vystavěny byly kolonáda na lázeňském náměstí (1927), pavilón Glauber I (1927), dvorana Glauberových pramenů (1928) a kolonáda Natálie (1930). Po druhé světové válce byly především rekonstruovány staré mělké záchyty; jedinými novými zdroji se staly vrty Sluneční a Stanislav. Další rozvoj zřídelní základy nastal v  90. letech, kdy byly vyhloubeny a zprovozněny vrty pro vlastní potřeby privatizovaných lázeňských domů, jako Erika, Císařský, ČKD, Nový Kostelní.

## Hydrogeologie

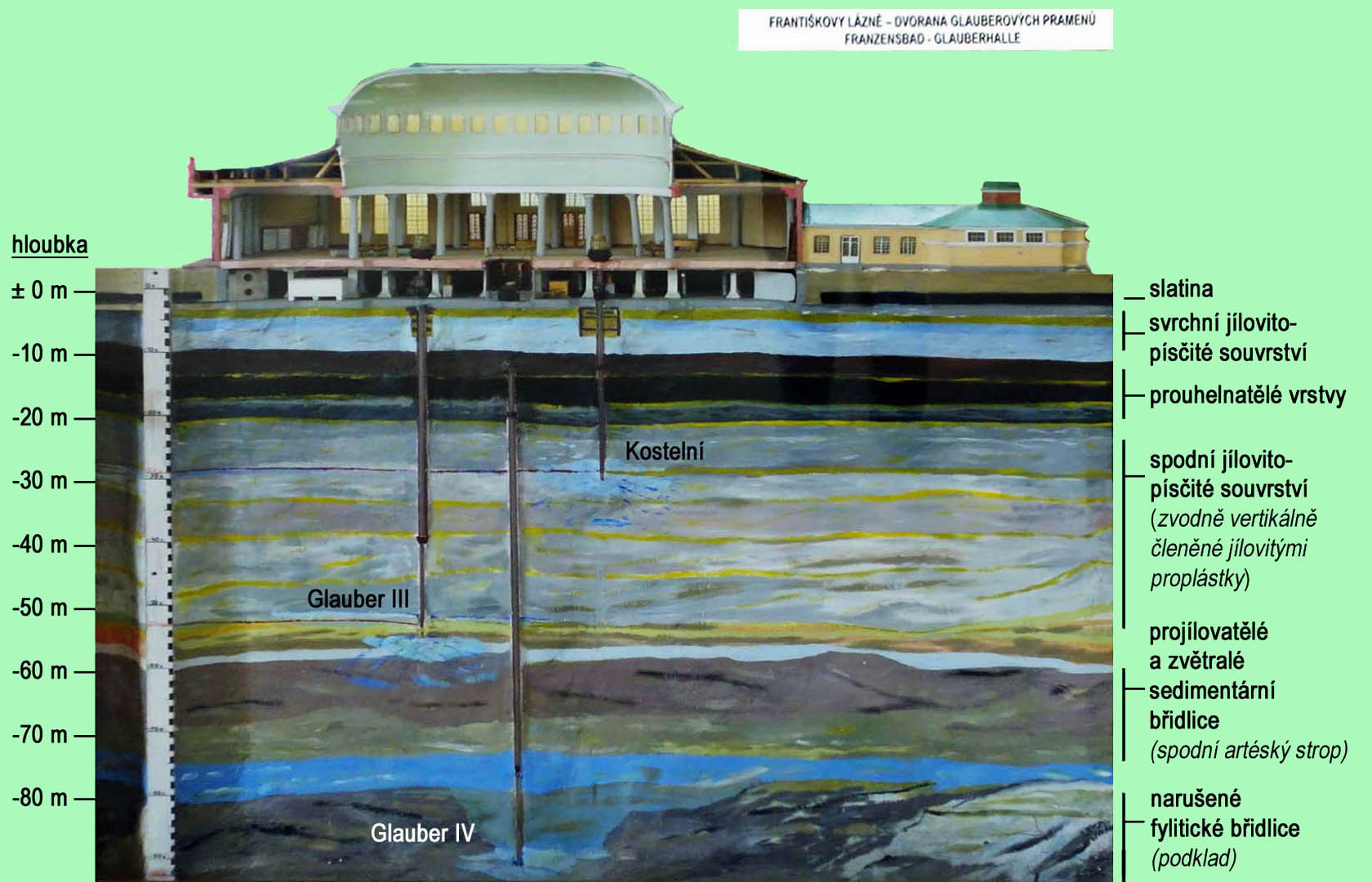
Geologická situace ve středu františkolázeňské pánvičky na modelu Glauberových pramenů

Prameny kyselky i plynové, stejně jako slatina, mají svůj původ v geologické skladbě západní části chebské pánve, tzv. františkolázeňské pánvičky, tvořené třetihorními útvary s pozůstatky někdejšího vulkanismu a následně převrstvené uhlotvornými bažinami a rašeliništi. Výsledná struktura platformní artéské pánve dala vzniknout zvodněným horizontům, jak stlačovaným, uzavřeným stropy ze špatně propustných souvrství cyprisových jílů a jílovců, tak i s volnou hladinou. Voda v nich je prosycována kysličníkem uhličitým uvolňovaným z hluboko pod podloží zasahujících zlomových pásem a je obohacována minerály ze sedimentárního krystalického podloží. Mineralizace vody roste s hloubkou záchytu pramene, obsah CO₂ stoupá s jejich zeměpisnou polohou od západu k východu. Zásoby minerální vody jsou doplňovány částečně zasakujícími vodami srážkovými, a částečně průsaky a výrony puklinových vod z krystalinického podloží pánve.
Mělké jímky (studny) odebírají vodu ze svrchního jílovito-písčitého souvrství z báze slatiny, tj. hloubky cca 3–4 m. Většina jímek nemá přirozený přetok a je čerpána. Vrty odebírají vodu s vyšší mineralizací ze spodního jílovito-písčitého souvrství, které je od svrchního souvrství odděleno těsnicí prouhelnatělou vrstvou. Hloubka jímání je od cca 20 až do 65 m. Jediný vrt Glauber IV jímá minerální vodu až ze zvětralých podložních fylitů z hloubky přes 92 m. Celková vydatnost podchycených pramenů je okolo 1000 l/min.

## Přehled františkolázeňských pramenů
Seznam pramenů:
| Obrázek                                      | Obrázek                       | Pramen                                          | Lokace                                       | Typ                               | Zachycen – otevřen r. | Z hloubky, m       | Vydatnost, l/min | Pozn.; pojmenován podle                                                                                          |
| pramen Adler                                 |                               | Adler (Vřídlo IV)                               | sady Solného a Lučního pramene               | vrt                               | 1925                  | 10,3               | 56               | dr. Bernhard Adler (1753–1810), lékař a zakladatel slatinných lázní                                              |
|                                              |                               | Bosse                                           |                                              | studna                            | 1887                  |                    |                  | zaniklý |
| Frantiskovy Lazne quelle, pramen Cartellieri |                               | Cartellieri                                     | údolí Slatinného p.                          | studna                            | 1860                  | 5,3                | 80               | (pův. dřevěný pavilón zchátral a po r. 1945 stržen); dr. Paul Cartellieri (1807–1881), lázeňský lékař a geofyzik |
| pramen Císařský, hala Aquafora               |                               | Císařský (vrt LII)                              | LD Pawlik, hala Aquafora                     | vrt                               | 1999                  | 60                 | 60               | objekt – Císařské lázně                                                                                          |
| vrt ČKD2                                     |                               | ČKD2 (vrt HJ2)                                  | roh Městských a Smetanových sadů /LD Praha   | vrt                               | 1999                  | 54                 | 10               | objekt – někdejší majitel                                                                                        |
|                                              |                               | Erika (vrt E1)                                  | Městské sady u ulice Francouzská /LD Reza    | vrt                               | 1999                  | 60                 | 10               | |
| pramen František                             | pramen František              | František (dříve Chebská nebo Slatinná kyselka) | pavilon František, N.kolonáda                | studna                            | 1793                  | 6,2                | 6                | císař František II.(I.) Habsburský                                                                               |
| pavilon Glauber I.                           | pramen Glauber I.             | Glauber I.                                      | pavilon Glauber I., park Westend             | vrt                               | 1919                  | 33,3               | 3                | významná složka ve vodě pramenů – Glauberova sůl, pojmenovaná po německém chemikovi J.R. Glauberovi              |
| altán Glauber II.                            | pramen Glauber II.            | Glauber II.                                     | lesopark Amerika                             | vrt                               | 1919                  | 26,5               | 1,3              | významná složka ve vodě pramenů – Glauberova sůl, pojmenovaná po německém chemikovi J.R. Glauberovi              |
| pramen Glauber III.                          |                               | Glauber III.                                    | dvorana Glauberových pramenů                 | vrt                               | 1919                  | 52,9               | 50               | významná složka ve vodě pramenů – Glauberova sůl, pojmenovaná po německém chemikovi J.R. Glauberovi              |
| dvorana Glauberových pramenů                 |                               | Glauber III.                                    | dvorana Glauberových pramenů                 | vrt                               | 1919                  | 52,9               | 50               | významná složka ve vodě pramenů – Glauberova sůl, pojmenovaná po německém chemikovi J.R. Glauberovi              |
| Glauber IV.                                  | vrt                           | 1919                                            | dvorana Glauberových pramenů                 | 92,6                              | 1                     |                    |                  | významná složka ve vodě pramenů – Glauberova sůl, pojmenovaná po německém chemikovi J.R. Glauberovi              |
| Glauber IV.                                  | vrt                           | 1919                                            | dvorana Glauberových pramenů                 | 92,6                              | 1                     | pramen Glauber IV. |                  | významná složka ve vodě pramenů – Glauberova sůl, pojmenovaná po německém chemikovi J.R. Glauberovi              |
| Východní prameny                             |                               | Herkules                                        |                                              | studna                            | 1878                  |                    |                  | jeden z tzv. východních pramenů, zaniklý; Herkules, bájný antický hrdina                                         |
|                                              |                               | Kostelní                                        |                                              | vrt                               | mezi 1920 a 1939      | 30                 |                  | převrtaný |
|                                              |                               | Loimann                                         |                                              | studna                            | 1807                  |                    |                  | zaniklý po r. 1945; Kryštof Loimann, stavitel, hoteliér, politik a první starosta Františkových Lázní            |
| kolonáda Solného a Lučního pramene           | Luční pramen                  | Luční                                           | kolonáda Solného a Lučního pramene           | studna                            | 1823–1837             | 3,6                | čerpání          | |
| pavilon Luisina pramene                      | Luisin pramen                 | Luisa (pův. Hejtmanský, BV1)                    | pavilon Luisina pramene, park Westend        | vrt                               | 1807–1810 (1784)      | 22,4               | 60               | císařovna Marie Ludovika (Luisa) Rakouská (1791–1847), manželka Napoleona I., dcera Františka II.(I.)            |
| pramen Marian                                |                               | Marian (vrt XIVd, nebo D14)                     | u Cisařských lázní                           | vrt                               | 1925                  | 42,7               | 26               | |
| Uhličité lázně plynové                       | pramen Marie (Plynový pramen) | Marie (Plynový pramen)                          | Uhličité lázně plynové, Nová kolonáda        | pramen studnou, plyn jímán zvonem | 1791–1801             | 2                  | 96               | |
| Kolonáda Natáliina pramene                   | pramen Natálie                | Natálie                                         | Kolonáda Natáliina pramene                   | studna                            | 1871–1878             | 3,3                | čerpání          | Natálie Konstantinovićová (1882–1950), černohorská princezna a neuznaná srbská královna                          |
| pavilon Nový                                 | pramen Nový                   | Nový                                            | pavilon Nový, sady Solného a Lučního pramene | pramen                            | 1849                  | 4                  | 41               | |
| dvorana Glauberových pramenů                 | pramen Nový kostelní          | Nový kostelní (vrt A1)                          | dvorana Glauberových pramenů                 | vrt                               | 1999                  | 63                 | 53               | |
| pramen Nový kostelní – LD Belvedere          |                               | Nový kostelní – LD Adler / LD Belvedere         | LD Belvedere                                 | vrt                               | 1999                  | 60                 | 45               | |
| pramen Palliardi                             |                               | Palliardi (pramen "mládí" n."lásky")            | údolí Slatinného p.                          | studna                            | 1870                  | 3,4                | 80               | Anton Alois Palliardi (1799–1873), lázeňský lékař, amatérský ornitolog a přírodovědec                            |
| pramen Sluneční                              |                               | Sluneční (vrt H12N)                             | park Westend                                 | vrt                               | 1962                  | 40                 | 8                | |
| kolonáda Solného a Lučního pramene           | Solnýo pramen                 | Solný                                           | kolonáda Solného a Lučního pramene           | studna                            | 1816–1819             | 2,8                | 1                | |
| pramen Stanislav, Městské sady               | pramen Stanislav, LD Savoy    | Stanislav (pramen Míru, vrt BJ2)                | Městské sady, LD Savoy, LD Metropol          | vrt                               | 1981–1983             | 61                 | 15               | |
| pavilon Luisina pramene                      | pramen Studený                | Studený (též zv. Vedlejší, nebo Nový II., BV2)  | pavilon Luisina pramene, park Westend        | studna                            | 1813                  |                    |                  | tzv. pramenná soustava (spolu s prm. Luisa)                                                                      |
| pavilon Štěpánka                             | pramen Štěpánka               | Štěpánka                                        | park Slatina /LD Klíma                       | studna                            | 1878                  | 6                  | 33               | Štěpánka (Stefanie) Belgická (1863–1945), rakousko-uherská korunní princezna                                     |
|                                              |                               | vrt v Císařských Lázních                        | dvůr Císařských Lázní (Lázně II)             | vrt                               | 1889                  | až 600             | 34,5             | zaniklý po r. 1922                                                                                               |
|                                              |                               | Wiedermann                                      |                                              | studna                            | 1907                  |                    |                  | zaniklý; Gustav Wiedermann (1850–1914), architekt, stavitel a starosta Františkových Lázní                       |
| pramen Železnatý                             |                               | Železnatý                                       | údolí Slatinného p.                          | studna                            | 1860–1863             | 3,6                | 4                | (pův. dřevěný pavilón zchátral a po r. 1945 stržen)                                                              |
| pramen Žofie                                 |                               | Žofie                                           | Dlouhé mosty, údolí Slatinného p.            | studna                            | 1878                  | 7,1                | 9                | Markéta Žofie (Sophie) Rakouská (1870–1902), rakousko-uherská princezna                                          |

## Terapeutické využití
Ve smyslu lázeňského zákona č. 164/2001 Sb. jsou františkolázeňské prameny léčivými přírodními minerálními vodami. Jsou využívány k pitným kúrám, z větší části dnes pak ke koupelím a k přípravě slatinných zábalů. Využíván je i zřídelní plyn (oxid uhličitý). Do balneoprovozů jsou jímány vody ze zdrojů Stanislav, Nový Kostelní, Glauber III, Císařský, Erika, ČKD, Adler, Marian, Palliardi, Cartellieri a Štěpánka.
Dle léčebných indikací má zdejší voda pozitivní účinek zvláště na choroby srdeční a oběhové soustavy. Využívána je i při léčbě poruch zažívání a vylučování, prameny Železnatý a Cartellieri i při chudokrevnosti. Ve formě slatiny je vhodná k léčení pohybového aparátu a kožních problémů. Plynový pramen pomáhá při gynekologických potížích. Prameny s vyšším obsahem Glauberovy soli (Na₂SO₄) působí projímavě.
Déle trvajícímu nebo intenzivnějšímu pití výše mineralizovaných vod by měla vždy předcházet konzultace s lékařem.

### Složení minerálních vod
Složení minerálních vod:
| Pramen                           | Celk. mineralizace, mg/l | CO₂ volný, mg/l | Na⁺, mg/l | Mg²⁺, mg/l | Cl⁻, mg/l | Ca²⁺, mg/l | SO₄²⁻, mg/l | Fe²⁺, mg/l | HCO₃⁻, mg/l | Další, mg/l                                                       | Teplota, °C | pH  | Terapie                     | Možné indikace                                                                 |
| Adler                            | 1162                     | 1859            | 817       | 12         | 433       | 48         | 1124        | 14         | 712         | NOₓ⁻ 1, Li⁺ 2                                                     | 13          | 5,8 | koupele                     |                                                                                |
| Cartellieri                      | 2421                     | 2258            | 713       | 27         | 291       | 46         | 1001        | 15         | 67          | NOₓ⁻ 1, Li⁺ 2                                                     | 12          | 5,7 | pitná kúra                  | nechutenství                                                                   |
| Císařský                         | 7400                     | 1982            | 2140      | 32         | 808       | 68         | 3051        | 19         | 1480        | NOₓ⁻ 1, Li⁺ 4                                                     | 16          | 6,3 | pitná kúra, koupele         |                                                                                |
| ČKD2                             |                          | 850             |           |            |           |            |             |            |             |                                                                   | 12          |     | pitná kúra, koupele         |                                                                                |
| František                        | 1359                     | 691             | 378       | 11         | 167       | 26         | 534         | 6          | 433         | NOₓ⁻ 0,5, Li⁺ 1                                                   | 12          | 5,8 | pitná kúra                  | tělesná slabost a poruchy trávení                                              |
| Glauber I.                       | 8332                     | 1819            | 2373      | 55         | 1004      | 120        | 3420        | 10         | 1611        | NOₓ⁻ 1, Li⁺ 5                                                     | 11          | 6,3 | pitná kúra                  | střevní a žaludeční záněty                                                     |
| Glauber II.                      | 5419                     | 1274            | 1470      | 28         | 691       | 70         | 2048        | 6          | 1045        | NOₓ⁻ 2, Li⁺ 3                                                     | 9           | 6,3 | pitná kúra                  | střevní a žaludeční záněty                                                     |
| Glauber III.                     | 7876                     | 1858            | 2277      | 40         | 604       | 120        | 3174        | 9          | 1615        | NOₓ⁻ 2, Li⁺ 5                                                     | 12          | 5,6 | pitná kúra, koupele         | zácpa, střevní a žaludeční záněty                                              |
| Glauber IV.                      | 20052                    | 1515            | 5737      | 128        | 2297      | 401        | 8492        | 7          | 3208        | NOₓ⁻ 2, Li⁺ 11                                                    | 12          | 6,7 | pitná kúra                  | střevní a žaludeční záněty                                                     |
| Luční                            | 3443                     | 1910            | 945       | 11         | 425       | 40         | 1305        | 9          | 952         | NOₓ⁻ 2, Li⁺ 2                                                     | 12          | 5,9 | pitná kúra                  | žlučník, žaludek, střeva                                                       |
| Luisa                            | 1569                     | 677             | 430       | 11         | 156       | 28         | 614         | 4          | 402         | NOₓ⁻ 1, Li⁺ 1                                                     | 11          | 5,7 | koupele, pitná kúra         |                                                                                |
| Marian                           | 5284                     | 1800            | 1404      | 28         | 620       | 92         | 1986        | 14         | 1009        | NOₓ⁻ 1, Li⁺ 3                                                     | 14          | 6,1 | koupele                     |                                                                                |
| Marie (Plynový pramen)           | —                        | 1964 (98,8%)    | —         | —          | —         | —          | —           | —          | —           | N₂ 1,1%, inert.plyny 0,03%, O₂ 0,02%, CH₄+C₂H₆ 0,01%, H₂S 0,0004% | —           | —   | suché koupele; plyn.injekce | gynekologické obtíže; pohybový trakt                                           |
| Natálie                          | 1523                     | 1874            | 518       | 22         | 206       | 58         | 704         | 9          | 449         | NOₓ⁻ 1, Li⁺ 1                                                     | 11          | 5,6 | pitná kúra                  | ledviny, moč.měchýř                                                            |
| Nový                             | 1907                     | 1294            | 490       | 16         | 177       | 30         | 711         | 4          | 553         | NOₓ⁻ 2, Li⁺ 1                                                     | 11          | 5,8 | pitná kúra, koupele         | chudokrevnost a poporodní stavy, rekonvalescence, trávicí a vylučovací ústrojí |
| Nový kostelní                    | 5413                     | 1826            | 1548      | 21         | 680       | 40         | 2213        | 8          | 1135        | NOₓ⁻ 0,5, Li⁺ 2                                                   | 14          | 6,2 | pitná kúra, koupele         | trávení a zácpa                                                                |
| Nový kostelní - Adler /Belvedere | 3503                     | 1671            | 1192      | 13         | 487       | 24         | 1302        | 6,5        | 774         | NOₓ⁻ 0,6, Li⁺ 2                                                   | 12          | 5,8 | pitná kúra, koupele         | trávení a zácpa                                                                |
| Palliardi                        | 2468                     | 1810            | 864       | 15         | 328       | 46         | 1065        | 8          | 514         | NOₓ⁻ 2, Li⁺ 2                                                     | 13          | 5,8 | pitná kúra                  | žaludek a nechutenství                                                         |
| Sluneční                         | 7473                     | 1905            | 2175      | 13         | 939       | 90         | 2983        | 12         | 1610        | NOₓ⁻ 1, Li⁺ 5                                                     | 11          | 6,2 | pitná kúra                  | střevní a žaludeční katary                                                     |
| Solný                            | 2956                     | 1778            | 794       | 18         | 319       | 36         | 1112        | 6          | 1176        | NOₓ⁻ 2, Li⁺ 2                                                     | 11          | 6   | pitná kúra                  | kloktání a inhalace, dna a kaménky                                             |
| Stanislav                        | 4736                     | 1882            | 1387      | 30         | 326       | 114        | 2014        | 14         | 1021        | NOₓ⁻ 1, Li⁺ 4                                                     | 12          | 6   | pitná kúra, koupele         | mírně projímavý                                                                |
| Štěpánka                         | 1900                     | 2108            | 480       | 10         | 161       | 44         | 609         | 12         | 416         |                                                                   | 11          | 5,5 | koupele                     |                                                                                |
| Železnatý                        | 2890                     | 1891            | 769       | 16         | 397       | 48         | 1058        | 15         | 600         | NOₓ⁻ 1, Li⁺ 2                                                     | 12          | 5,8 | pitná kúra                  | chudokrevnost, rekonvalescence, stavy vyčerpání                                |
| Žofie                            | 998                      | 1460            | 299       | 19         | 152       | 54         | 495         | 5          | 340         | NOₓ⁻ 0, Li⁺ 0,7                                                   | 11          | 5,5 | pitná kúra                  | močové cesty, ledviny, močový měchýř                                           |

## Ochrana pramenů
Prameny vznikly jako výsledek příznivého souběhu subtilních přírodních podmínek a jsou značně citlivé na změny okolního prostředí. Ohrožovány jsou vlivy klimatickými (kolísání srážek), geologickými (zemetřesení a posuny zemské kůry), i antropogenními, civilizačními (stavební a hornické zásahy do podloží, znečištění, nadužívání zdrojů i území, aj.).
První ochrana františkolázeňského pramenného území byla vyhlášena r. 1883, dovolovala ještě těžbu a hornickou činnost v bližším okolí. Účinnější opatření o ochraně lázeňského města s vymezením ochranných pásem I.-IV. platilo od roku 1959. V současnosti je ochrana přírodních léčivých zdrojů upravena zákonem č. 164/2001 Sb., o přírodních léčivých zdrojích, zdrojích přírodních minerálních vod, přírodních léčebných lázních a lázeňských místech a o změně některých souvisejících zákonů (lázeňský zákon), v platném znění.